# Евеліна Сташулонек
Евеліна Сташулонек (пол. Ewelina Staszulonek; 17 лютого 1985, м. Ярослав, Польща) — польська саночниця, яка виступає в санному спорті на професіональному рівні з 2004 року. В національній команді, учасник зимових Олімпійських ігор в 2006 (15 місце) і 2010 році в одиночних змаганнях й стала 8-ю в табелі рангів. Також починає здобувати успіхи на світових форумах саночників, починаючи з 2006 року закріпилася в 20-ці найкращих саночниць світу.